# Cornish Loch
Cornish Loch är en sjö i Storbritannien.   Den ligger i riksdelen Skottland, i den centrala delen av landet, 500 km nordväst om huvudstaden London. Cornish Loch ligger 420 meter över havet.  Trakten runt Cornish Loch består i huvudsak av gräsmarker.